# Église Saint-Étienne de Palaja
L'église Saint-Étienne de Palaja est une église située à Palaja, en France.

## Localisation
L'église est située sur la commune de Palaja, dans le département français de l'Aude.

## Historique
L'édifice est inscrit au titre des monuments historiques en 1961.

## Galerie

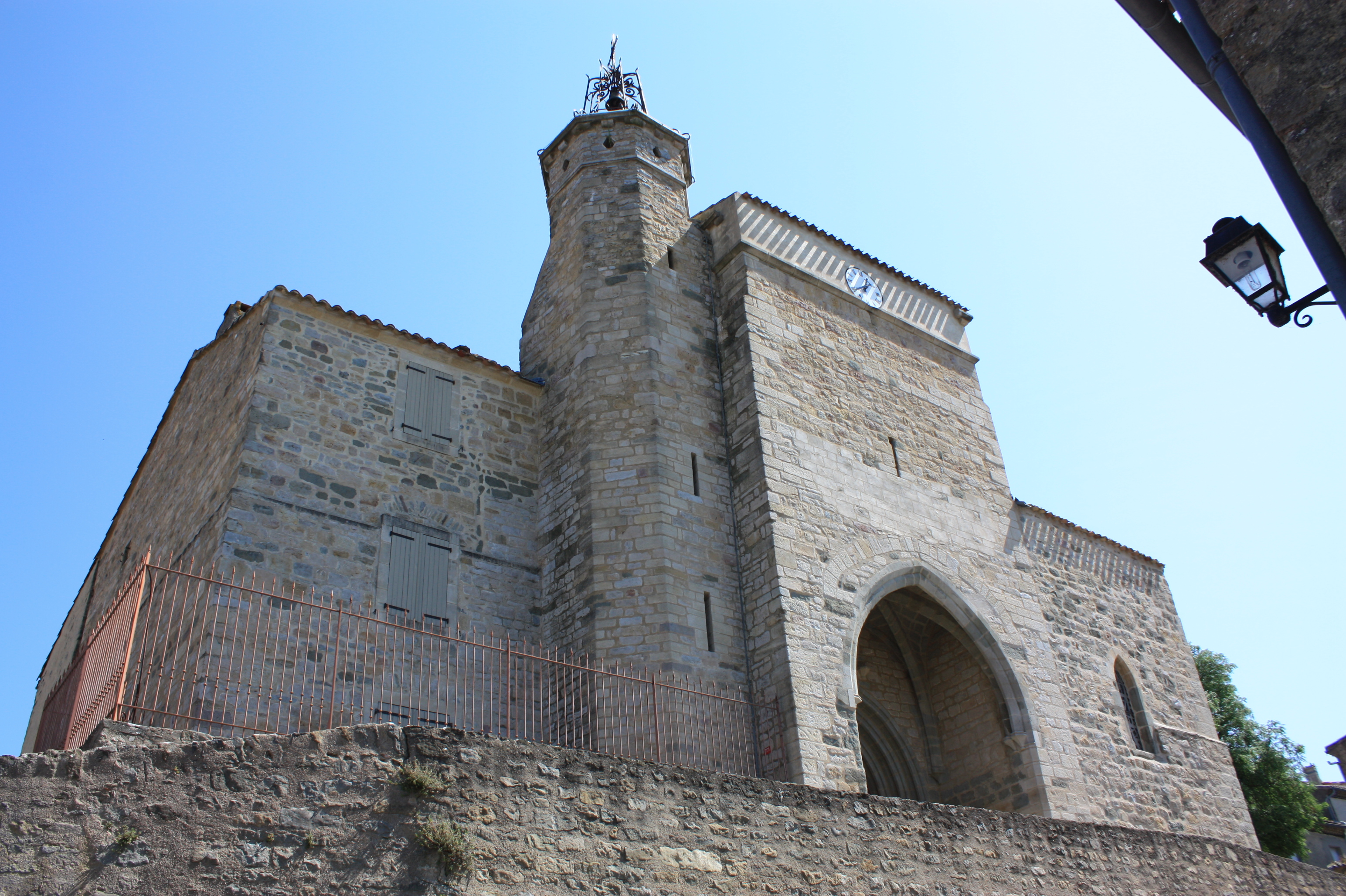
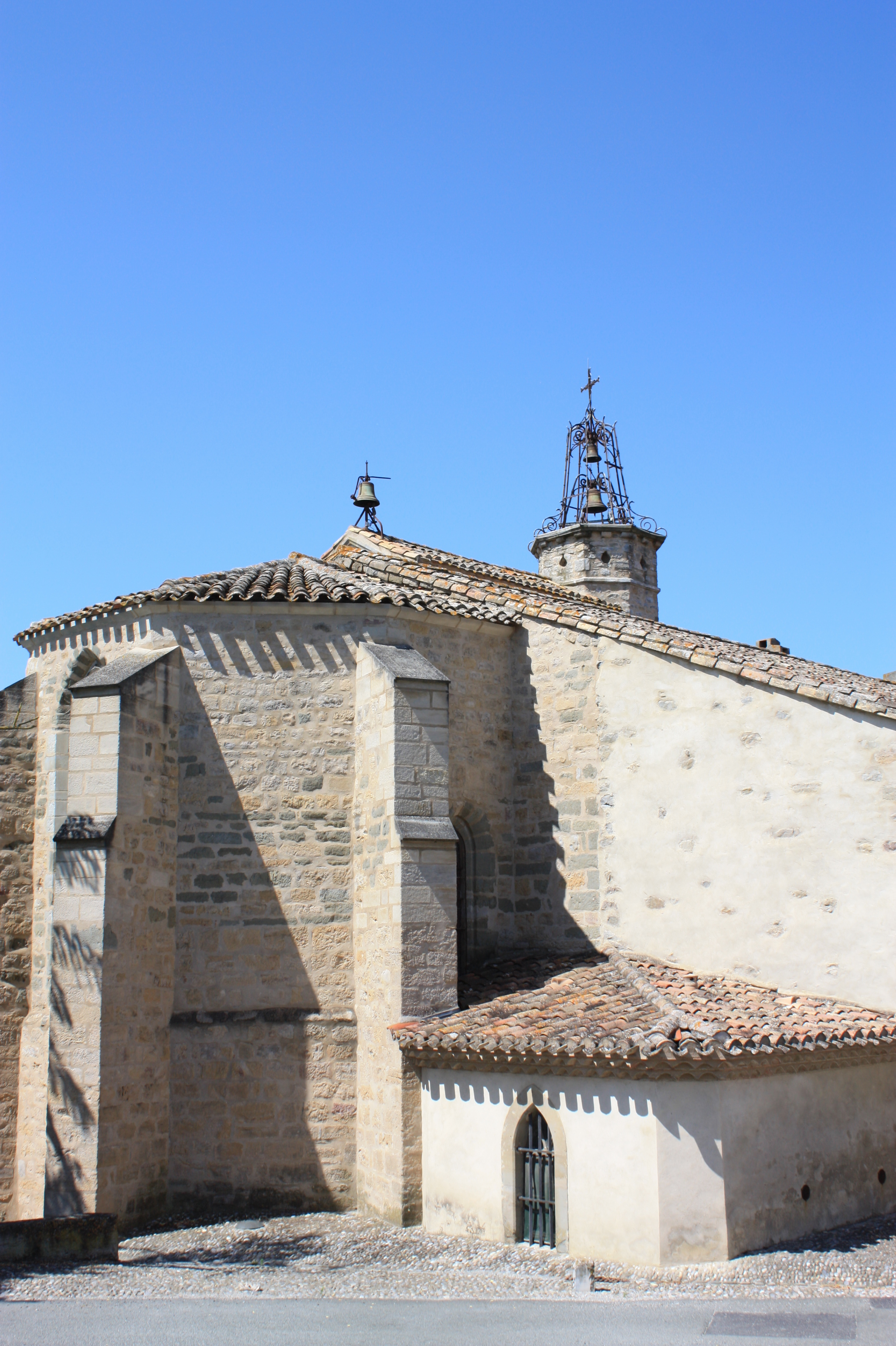
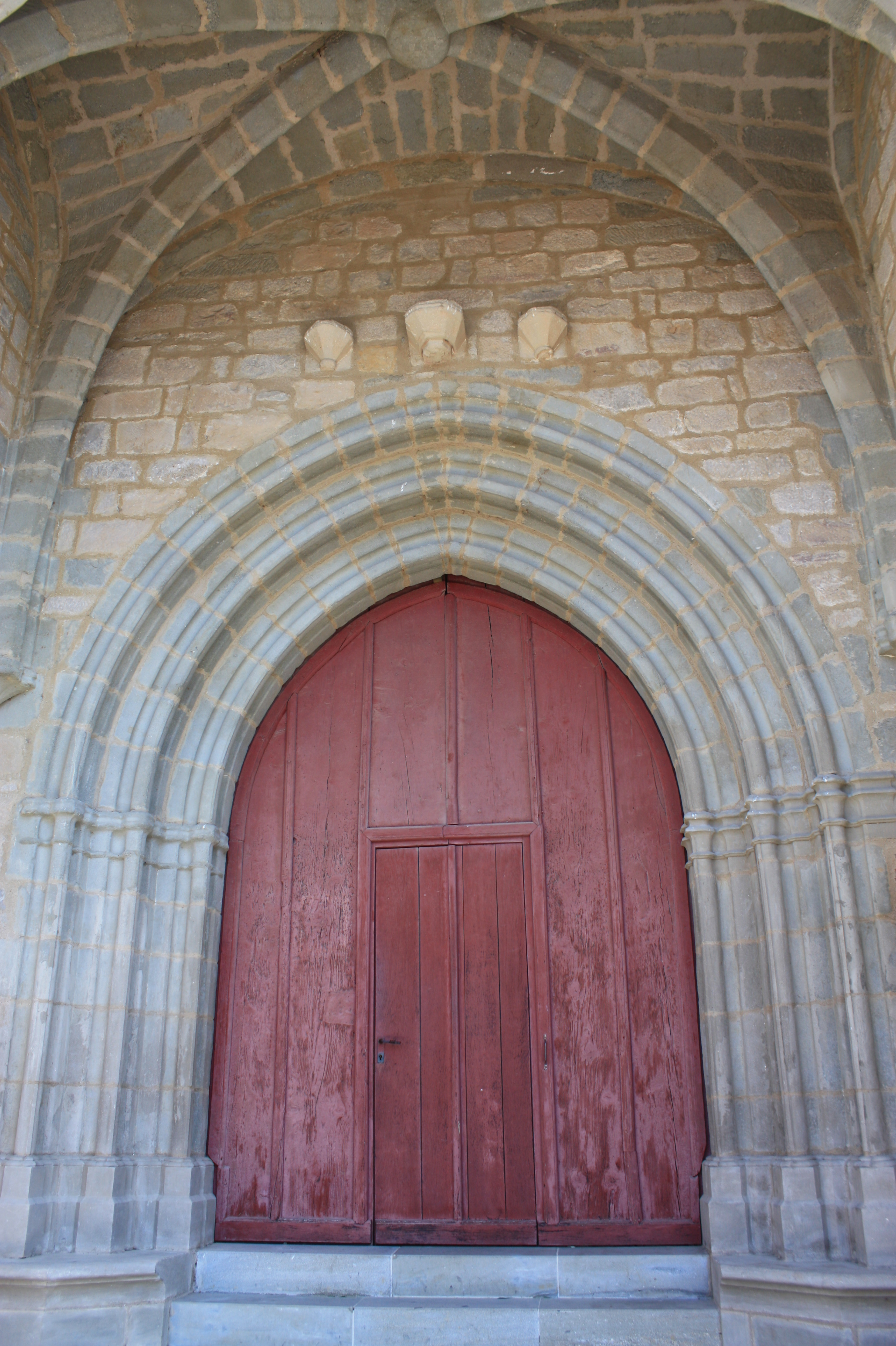